# Dělový člun

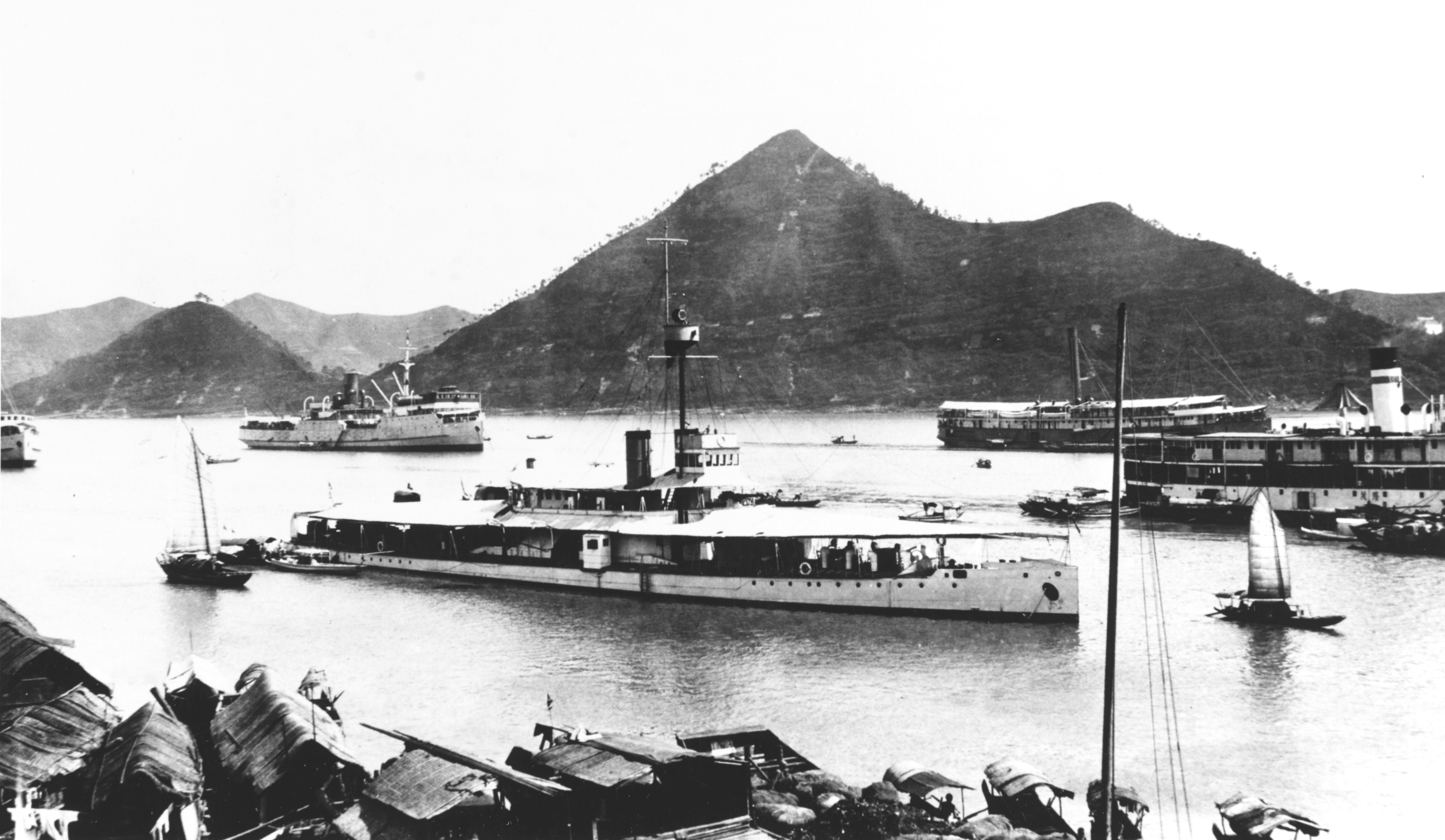
Britský dělový člun HMS Ladybird třídy Insect byl původně postaven během první světové války pro službu na Dunaji, ale později sloužil v Číně a na blízkém východě

Dělový člun (ve starší literatuře též někdy dělová loď) je malá válečná loď se silnou hlavňovou výzbrojí. Vyvinula se z menších válečných lodí (například korveta a šalupa) a sloužila k obraně přístavů, pobřeží, ale i k nátlaku v rámci tzv. politiky dělových člunů. V širším slova smyslu je dělovým člunem každá malá loď vybavená jedním či více děly. Ty nejmenší byly poháněny vesly, větší pak větrem, kolesy, či šroubem.
V některých případech může splývat s avisem či monitorem.

## Historie

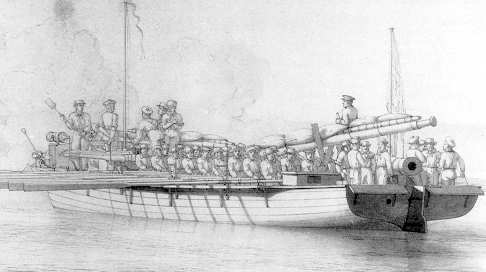
Dělový člun z války dělových člunů (1807–1814)

Dělovými čluny ve smyslu člunu jako malé lodě bez podpalubí s děly byly například dánsko-norské dřevěné čluny z války dělových člunů mezi dánsko-norskou unií a Británií v letech 1807–1814. Byly vyzbrojeny buď dvěma děly ráže 18 nebo 24 liber nebo jednou čtyřiadvacetilibrovkou. Jejich výhodou byla snadná konstrukce a nízká cena (daly se stavět ve velkém množství), obratnost a malá velikost (ty z nich dělaly nesnadný cíl). Nevýhodou byla zranitelnost (mohl je potopit i jediný zásah) a neschopnost plavby na rozbouřeném moři. Bylo jich postaveno přes 200.
Američané používali dělové čluny během války za nezávislost (např. bitva u ostrova Valcour v říjnu 1776), americko-anglické války v letech 1812–1815 i během války Severu proti Jihu.

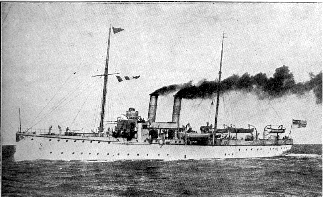
Německý dělový člun SMS Panther třídy Iltis sloužil zpočátku v Jižní Americe a proslavil se „skokem Panthera do Agadiru“

S rozmachem kolonialismu se v 19. století staly dělové čluny nástrojem tzv. politiky dělových člunů, tedy prosazování zájmů mocností jednak mezi sebou, jednak vůči slabším státům. K tomu byly dělové čluny vhodné zejména proto, že pro svoji velikost a malý ponor mohly operovat i ve vodách, kam by se větší jednotky nedostaly, nebo kde by nemohly manévrovat (například mělké pobřeží, zátoky, či koryta řek). Ze stejných důvodů (a kvůli svým ekonomickým možnostem) si je k ochraně vlastní suverenity (či k potlačování rebelií) pořizovaly i právě tyto slabší státy, kde mohly tvořit i nejsilnější lodě jejich námořnictev.
Před první světovou válkou ale význam dělových člunů upadá, jak dosvědčuje počet stavěných jednotek v námořnictvech Velké Británie, Německa, Francie a USA. Po ní se již prakticky nestaví, případně jsou překlasifikovány na hlídková plavidla (americké označení hlídkových člunů PG je zkratkou z patrol gunboat, čili „hlídkový dělový člun“).
Británie za druhé světové války používala motorové dělové čluny MGB (motor gun boat), které byly obdobou motorových torpédových člunů MTB, k boji proti německým torpédovým člunům i menším plavidlům. Byly vyzbrojeny zpravidla 57 mm kanónem.

## Konstrukce

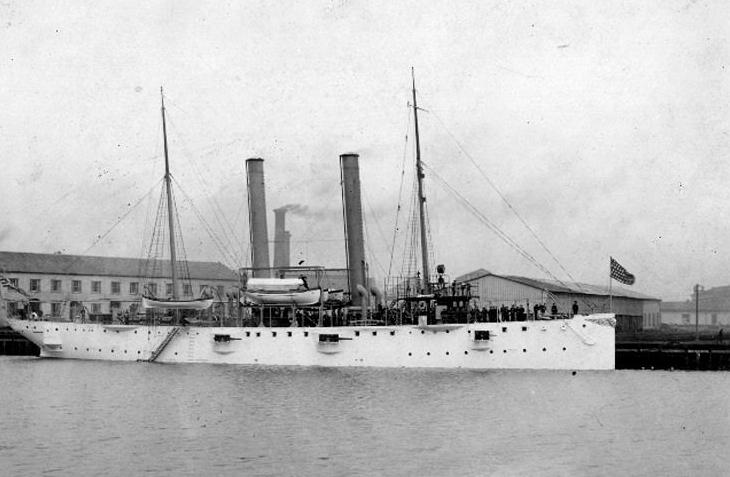
Americký dělový člun USS Nashville v Norfolku ve Virginii, 8. ledna 1898

Konstrukce mohla být řešena různě. Od celodřevěného trupu, přes dřevo-ocelovou konstrukci (německá třída Iltis), či dřevěný trup pobitý měděným plechem (britské dělové čluny pro službu v tropech), až po celokovové a pancéřované konstrukce. Mohlo se jednat o speciální konstrukce, ale také o narychlo upravené a vyzbrojené lodě (například dělové čluny československých legií na Bajkalu – viz bitva na Bajkalském jezeře). Někdy zase v této kategorii dosluhovaly lodě vyšších tříd (například rakousko-uherský chráněný křižník SMS Panther dosluhoval za první světové války jako dělový člun).
Koncem 19. století se upouští od oplachtění a hlavním pohonným médiem se stává lodní šroub poháněný zpočátku parním strojem. Výtlak zpravidla nepřesahoval 1000 tun (výjimkou jsou například jednotky americké třídy Nashville se svými 1393 tunami výtlaku a 10 mm silným pancéřováním paluby, které ale byly původně klasifikovány jako křižníky) a hlavní výzbroj tvořila většinou děla ráže 88–152 mm.

## Říční dělový člun

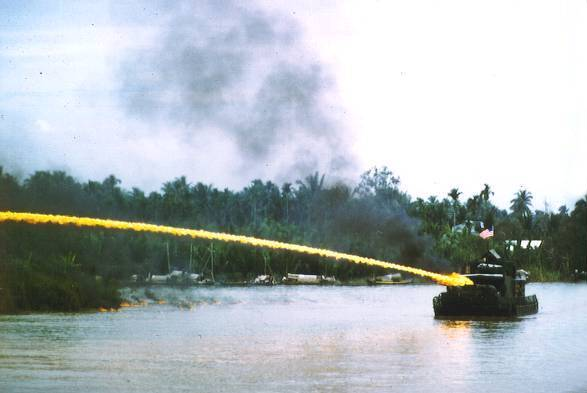
Použití plamenometu americkým dělovým člunem typu LCM(6) – tzv. „Zippo monitor“ – ve Vietnamu

Pro operace na řekách se používaly také speciální konstrukce dělových člunů s malým ponorem. Používaly se jednak pro ochranu vlastní a ničení nepřátelské lodní přepravy, ale i k podpoře výsadků a palebné podpoře vlastních vojsk a k policejní službě. Rakousko-uherské čluny operovaly na Dunaji a za první světové války se dostaly až do ústí Dunaje. Sovětský svaz za druhé světové války nasadil říční dělové čluny (některé byly schopné i plavby po moři) na velkých řekách a koncem války i na Dunaji a Amuru. Imperialistické říční dělové čluny hájily zájmy svých zemí na čínských řekách na přelomu 19. a 20. století (až do druhé světové války) a Američané používali říční dělové čluny ještě během války ve Vietnamu (zejména při bojích v deltě Mekongu — viz „Brownwatter Navy“).
Výzbroj říčních dělových člunů bývala rozmanitá. Například sovětské broněkatěry (pancéřované dělové čluny) byly vybaveny jednou (typ BKA-1125), či dvěma (typ BKA-1124) tankovými věžemi z tanků T-28, T-35 a T-34 a několika kulomety. Mohly nést i kaťuše pro podporu pozemních vojsk. Americké říční čluny ve Vietnamu zase kromě kanónů a kulometů používaly i plamenomety.